# Roque Paloschi
Roque Paloschi (* 5. November 1956 in Progresso, Rio Grande do Sul, Brasilien) ist ein römisch-katholischer Geistlicher und Erzbischof von Porto Velho.

## Leben
Der Bischof von Bagé, Laurindo Guizzardi CS, weihte ihn am 7. Dezember 1986 zum Priester.
Papst Benedikt XVI. ernannte ihn am 18. Mai 2005 zum Bischof von Roraima. Der Bischof von Pelotas, Jayme Henrique Chemello, spendete ihm am 17. Juli desselben Jahres die Bischofsweihe; Mitkonsekratoren waren Luiz Soares Vieira, Erzbischof von Manaus, und Laurindo Guizzardi CS, Bischof von Foz do Iguaçu.
Am 14. Oktober 2015 ernannte ihn Papst Franziskus zum Erzbischof von Porto Velho. Die Amtseinführung fand am 13. Dezember desselben Jahres statt.
Paloschi ist seit 2015 Präsident des brasilianischen Indianer-Missionsrates CIMI (Conselho Indigenista Missionário).